# Megasurcula
Megasurcula là một chi ốc biển săn mồi cỡ trung bình, là động vật thân mềm chân bụng sống ở biển trong họ Turridae. Các loài trong chi này có ở Đông Thái Bình Dương.

## Các loài
Các loài thuộc chi Megasurcula bao gồm:
- Megasurcula carpenteriana
- Megasurcula stearnsiana